# Eduardo Carhuaricra Meza
Eduardo Rubén Carhuaricra Meza (Cerro de Pasco, 22 de marzo de 1963) es un economista y político peruano. Fue congresista de la República durante el periodo 2001-2006 y alcalde provincial de Pasco desde 1996 hasta 1998.

## Biografía
Nació en Cerro de Pasco, el 22 de marzo de 1963.
Cursó sus estudios primarios y secundarios en su ciudad natal y, entre 1981 y 1987, cursó estudios superiores de economía en la Universidad Nacional Daniel Alcides Carrión. Asimismo, entre 2012 y 2014 cursó la maestría de gestión pública en la Universidad César Vallejo en la ciudad de Lima.

## Carrera política

### Alcalde de Pasco
Su primera participación política se dio en las elecciones municipales de 1995 cuando fue elegido alcalde provincial de Pasco. Tentó sin éxito su reelección en las elecciones de 1998.
Luego postularía al Congreso de la República por Somos Perú en las elecciones generales del 2000, sin embargo, no resultó elegido.

### Congresista
En las elecciones del 2001, postuló nuevamente al Congreso en representación de Pasco y resultó elegido con 10,732 votos para el periodo parlamentario 2001-2006.
En el parlamento ejerció como tercer vicepresidente del Congreso bajo la presidencia de Marcial Ayaipoma de Perú Posible.
Al culminar su gestión, Carhuaricra intentó ser reelegido en las elecciones del 2006 por el Frente de Centro sin lograr tener éxito. Para las elecciones regionales del 2010, se afilió al partido Alianza para el Progreso y postuló al Gobierno Regional de Pasco por la alianza entre APP y Perú Posible, nuevamente sin éxito.
Actualmente se encuentra afiliado al partido Alianza para el Progreso de César Acuña.

## Controversias
En el año 2013 fue condenado por el delito de peculado doloso a la pena de 2 años de prisión suspendida, la misma que ya ha sido cumplida. Esta sentencia le impidió participar en las elecciones generales del 2021. en una decisión que fue ratificada por el Jurado Nacional de Elecciones.